# مهدي بغداد
مهدي بغداد (بالإنجليزية:  Mehdi Baghdad)‏ (13 أبريل 1985-) هو مقاتل فرنسي محترف في فنون القتال المختلطة و قد شارك سابقا في بطولة القتال النهائي في الوزن الخفيف. وأيضا كان متسابقا في برنامج المقاتل النهائي في نسخته الـ 22 مع فريق كونر ماكغريغور.    

## بداياته
بدأ بغداد في سن 16 وخاض أول قتال له في سن العشرين. ليصبح بطل العالم في Muay Thai ،WKBC أيضًا بطل الوزن الخفيف في RFA MMA.

## سجل الفنون القتالية المختلطة
| السجل المهني |        |         |
| 19 نزال      | 12 فوز | 7 خسارة |
| ضربة قاضية   | 8      | 3       |
| إخضاع        | 3      | 1       |
| قرار القضاة  | 1      | 3       |

المصدر:

## روابط خارجية
- مهدي بغداد على موقع يو إف سي (الإنجليزية)
- مهدي بغداد على موقع شيردوغ (الإنجليزية)
- مهدي بغداد على موقع Tapology.com (الإنجليزية)